# Badi-Kalender
Der Badiʿ-Kalender oder Bahai-Kalender ist der religiöse Kalender sowohl des Babismus als auch des Bahaitums. Es handelt sich um einen Sonnenkalender mit 19 Monaten zu je 19 Tagen mit zusätzlichen vier Tagen und einem bei Bedarf eingeschobenen Schalttag. Das Kalenderjahr beginnt mit der Tag-und-Nacht-Gleiche im Frühling auf der Nordhalbkugel. Der Kalendertag beginnt mit dem Sonnenuntergang. Der allererste Tag des Kalenders beginnt mit dem Sonnenuntergang des 20. März 1844 des Gregorianischen Kalenders. Die Abkürzung B.E. (englisch Badiʿ Era oder Baha'i Era) dient somit als Erkennungsmerkmal für das Kalendersystem. Den Beginn eines jeden Monats markiert ein sog. Neunzehntagefest als Mittelpunkt des Gemeindelebens.
Der Bab, der Stifter des Babismus, hat den Badiʿ (arabisch ﺑﺪﻳﻊ, DMG Badīʿ ‚neu, wunderbar, einzigartig‘) genannten Kalender im Buch der Namen beschrieben. Das Jahr, in dem der Bab seinem ersten Schüler seine Mission erklärte, definiert das Jahr 1 des Kalenders. Baha'ullah, der Stifter des Bahaitums, übernahm den Kalender mit geringen Modifikationen im Heiligsten Buch.

## Wochentage
| Tag | Arabischer Name (Arabische Schrift, DMG, Bahai-Transkription) | Deutscher Name | Gregorianische Entsprechung | Gregorianische Entsprechung |
| --- | ------------------------------------------------------------- | -------------- | --------------------------- | --------------------------- |
| 1   | Dschalal (جلال / ǧalāl, Jalál)                                | Ruhm           | Samstag                     |                             |
| 2   | Dschamal (جمال / ǧamāl, Jamál)                                | Schönheit      | Sonntag                     |                             |
| 3   | Kamal (كمال / kamāl, Kamál)                                   | Vollkommenheit | Montag                      |                             |
| 4   | Fidal (فضال / fiḍāl, Fiḍál)                                   | Gnade          | Dienstag                    |                             |
| 5   | ʿIdal (عدال / ʿidāl, ‘Idál)                                   | Gerechtigkeit  | Mittwoch                    |                             |
| 6   | Istidschlal (استجلال / istiǧlāl, Istijlál)                    | Majestät       | Donnerstag                  |                             |
| 7   | Istiqlal (استقلال / istiqlāl, Istiqlál)                       | Unabhängigkeit | Freitag                     |                             |

## Monate
| Monat      | Arabischer Name (Arabische Schrift, DMG, Bahai-Transkription)                                                 | Deutscher Name | Gregorianisches Datum (2025/26) | Gregorianisches Datum (2025/26) |
| ---------- | --- | -------------- | ------------------------------- | ------------------------------- |
| 1          | Baha' (بهاء / bahāʾ, Bahá[’])                                                                                 | Herrlichkeit   | 20. März                        | 7. April                        |
| 2          | Dschalal (جلال / ǧalāl, Jalál)                                                                                | Ruhm           | 8. April                        | 26. April                       |
| 3          | Dschamal (جمال / ǧamāl, Jamál)                                                                                | Schönheit      | 27. April                       | 15. Mai                         |
| 4          | 'Azamat (عظمة / ʿaẓamat, ‘Aẓamat)                                                                             | Größe          | 16. Mai                         | 3. Juni                         |
| 5          | Nur (نور / nūr, Núr)                                                                                          | Licht          | 4. Juni                         | 22. Juni                        |
| 6          | Rahmat (رحمة / raḥmat, Raḥmat)                                                                                | Barmherzigkeit | 23. Juni                        | 11. Juli                        |
| 7          | Kalimat (كلمات / kalimāt, Kalimát)                                                                            | Worte          | 12. Juli                        | 30. Juli                        |
| 8          | Kamal (كمال / kamāl Kamál)                                                                                    | Vollkommenheit | 31. Juli                        | 18. August                      |
| 9          | Asma' (أسماء / asmāʾ, Asmá[’])                                                                                | Namen          | 19. August                      | 6. September                    |
| 10         | ʿIzzat (عزة / ʿizzat, ‘Izzat)                                                                                 | Macht          | 7. September                    | 25. September                   |
| 11         | Maschiyyat (مشية / mašīyyat, Mashíyyat)                                                                       | Wille          | 26. September                   | 14. Oktober                     |
| 12         | ʿIlm (علم / ʿilm, ‘Ilm)                                                                                       | Wissen         | 15. Oktober                     | 2. November                     |
| 13         | Qudrat (قدرة / qudrat, Qudrat)                                                                                | Kraft          | 3. November                     | 21. November                    |
| 14         | Qawl (قول / qawl, Qawl)                                                                                       | Sprache        | 22. November                    | 10. Dezember                    |
| 15         | Masaʾil (مسائل / masāʾīl, Masá’il)                                                                            | Fragen         | 11. Dezember                    | 29. Dezember                    |
| 16         | Scharaf (شرف / šaraf, Sharaf)                                                                                 | Ehre           | 30. Dezember                    | 17. Januar                      |
| 17         | Sultan (سلطان / sulṭān, Sulṭán)                                                                               | Souveränität   | 18. Januar                      | 5. Februar                      |
| 18         | Mulk (ملك / mulk, Mulk)                                                                                       | Herrschaft     | 6. Februar                      | 24. Februar                     |
| Schalttage | Aiyam-e Ha' (eigentlich ايام الهاء / aīyām al-hāʾ, meist aber persisch ايام هاء, DMG aīyām-e hāʾ, Ayyám-i-Há) | Tage des Hā'   | 25. Februar                     | 1. März                         |
| 19         | ʿAla' (علاء / ʿalāʾ, ‘Alá[’])                                                                                 | Erhabenheit    | 2. März                         | 20. März                        |

## Fest-, Gedenktage und Fastenzeit
| Fest- oder Gedenktag                                      | Datum im Badiʿ-Kalender  | Datum im Gregorianischen Kalender Die Begehung beginnt mit dem Sonnenuntergang des Vortages und endet mit dem Sonnenuntergang des angegebenen Tages. | Zeit der Begehung                                                                                               | Arbeitsniederlegung                                                    |
| --------------------------------------------------------- | ------------------------ | --- | --- | ---------------------------------------------------------------------- |
| Naw-Ruz                                                   | 1 Baha'                  | 20./21. März | - | Ja.                                                                    |
| Ridwan                                                    | 13 Dschalal – 5 Dschamal | 20./21. April – 1./2. Mai | 16 Uhr am ersten Tag.                                                                                           | Ja, am ersten, neunten und zwölften Tag. Nein, an allen anderen Tagen. |
| Erklärung des Bab                                         | 8 'Azamat                | 23./24. Mai | Zwei Stunden nach Sonnenuntergang (am 23. Mai).                                                                 | Ja.                                                                    |
| Hinscheiden Baha'ullahs                                   | 13 'Azamat               | 28./29. Mai | 4 Uhr. | Ja.                                                                    |
| Martyrium des Bab                                         | 17 Rahmat                | 9./10. Juli | Mittag (13 Uhr).                                                                                                | Ja.                                                                    |
| Zwillingsgeburtstage des Bab und Baha'ullahs              | 10 – 11 Qudrat           | jährlich schwankend zwischen etwa Mitte Oktober – Mitte November (für 2025: 22. – 23. Oktober)                                                       | - | Ja.                                                                    |
| Tag des Bundes                                            | 4 Qawl                   | 25./26. November | - | Nein.                                                                  |
| Hinscheiden ʿAbdul-Baha's                                 | 6 Qawl                   | 27./28. November | 1 Uhr. | Nein.                                                                  |
| Ayyám-i-Há                                                | Ayyám-i-Há               | 25./26. Februar – 28./29. Februar oder 1. März | - | Nein.                                                                  |
| Fastenmonat ʿAla' (علاء / ʿalāʾ / ‚Erhabenheit‘, ‘Alá[’]) | ʿAla'                    | 1./2. bis 19./20. März | Enthaltung von Speisen und Getränken von Sonnenaufgang bis Sonnenuntergang. Fastenbrechen nach Sonnenuntergang. | Nein.                                                                  |

Somit hat der Kalender der Bahai neun Feier- und Gedenktage, an denen die Arbeit niederzulegen ist.

### Naw-Ruz
Naw-Ruz (persisch نوروز, DMG Norūz, ‚wörtl. Neuer Tag, Neujahr‘, Bahai-Transkription Naw-Rúz) ist das Neujahrsfest des Badiʿ-Kalenders. Es ist der erste Tag eines neuen Jahres, von dem aus alle anderen Tage des Jahres bestimmt werden. Am Ende der Fastenzeit und (auf der Nordhalbkugel) am Anfang des Frühlings gelegen ist es ein Fest der Wiedergeburt und wird froh gefeiert, jedoch auch von Gebeten begleitet. Das Fest hat seine Wurzeln im iranischen Kulturraum und wird dort, ohne jeden Bezug zum Babismus oder Bahaitum, als Neujahr gefeiert. Viele Bahai persischer Herkunft lassen diese Kulturelemente in das Naw-Ruz-Fest einfließen, die jedoch kein Teil der Bahai-Religion als solches sind.

### Ridwan
Das Ridwan-Fest (arabisch ﺭﺿﻭﺍﻥ, DMG Riḍwān ‚Wohlgefallen [Gottes], (Paradies-)Garten‘, persisch رضوان Rezwan, DMG Reżwān, Bahai-Transkription Riḍván) feiert Baha'ullahs zwölftägigen Aufenthalt im April/Mai 1863 in dem von ihm als Ridwan bezeichneten Garten am Ufer des Tigris im Exil in Bagdad. Dabei werden die Ankunft von Baha'ullah am ersten Tag, die Ankunft seiner Familie am neunten Tag und seine Abreise am zwölften Tag besonders gefeiert. In dieser Zeit machte Baha'ullah seinen Anspruch, die messianische Gestalt des Babismus (Jener, den Gott offenbaren wird) zu sein, gegenüber einer kleinen Gruppe von Anhängern öffentlich, bevor er – auf Betreiben der persischen Regierung – in die weitere Verbannung nach Konstantinopel aufbrach. Ebenfalls legte er hier bereits erste Elemente seine Lehre dar, darunter das Verbot jeglicher religiös motivierter Gewalt und die Offenbarung, dass er die einzige Manifestation Gottes für dieses Zeitalter, also die nächsten tausend Jahre, sei. Neben dem Zusammenkommen zur Feier des Ridwan-Festes finden in dieser Zeit ebenfalls die Wahlen innerhalb der Bahai-Gemeinde statt. Zudem richtet das Universale Haus der Gerechtigkeit sich in der Ridwan-Zeit mit Botschaften an die Bahai in aller Welt, eine Praxis, die bereits Shoghi Effendi pflegte.

## 19- und 361-Jahre-Zyklen
Im Badiʿ-Kalender gibt es einen Zyklus von 19 Jahren mit dem Namen Vahid (arab. „Einheit“, die Einheit Gottes versinnbildlichend, wobei das Wort Vahid nach dem Abdschad-System den Zahlenwert 19 hat) und einen Superzyklus mit 361 (19×19) Jahren namens Kull-i-Shay (arab. „alle Dinge“, Zahlenwert 361 nach Abdschad). Der neunte Vahid im ersten Kull-i-Shay begann 1996. Der zweite Kull-i-Shay beginnt im Jahr 2205. Die 19 Jahre entsprechen dem Metonischen Zyklus, nach dem 235 Mondmonate fast genau 19 Sonnenjahren entsprechen.
Die Jahre im Vahid:
| Nr. | Arabischer Name (Arabische Schrift, DMG, Bahai-Transkription) | Deutsche Entsprechung | Zahlenwert nach Abdschad |
| --- | ------------------------------------------------------------- | --------------------- | ------------------------ |
| 1   | Alif (أﻟﻒ / alif, Alif)                                       | A (Buchstabenname)    | 1                        |
| 2   | Ba’ (باء / bā’, Bá')                                          | B (Buchstabenname)    | 2                        |
| 3   | Ab (أب / ab, Ab)                                              | Vater                 | 1+2                      |
| 4   | Dal (دﺍﻝ / dāl, Dál)                                          | D (Buchstabenname)    | 4                        |
| 5   | Bab (باب / bāb, Báb)                                          | Tor                   | 2+1+2                    |
| 6   | Vav (وﺍو / wāw, Váv)                                          | V (Buchstabenname)    | 6                        |
| 7   | Abad (أبد / abad, Abad)                                       | Ewigkeit              | 1+2+4                    |
| 8   | Dschad (جاد / ǧād, Jád)                                       | Edelmut               | 3+1+4                    |
| 9   | Baha (بهاء / bahā’, Bahá)                                     | Pracht                | 2+5+1+1                  |
| 10  | Hubb (حب / ḥubb, Ḥubb)                                        | Liebe                 | 8+2                      |
| 11  | Bahhadsch (بهاج / bahhāǧ, Bahháj)                             | Entzückend            | 2+5+1+3                  |
| 12  | Dschawab (جواب / ǧawāb, Javáb)                                | Antwort               | 3+6+1+2                  |
| 13  | Ahad (احد / aḥad, Aḥad)                                       | Einzig                | 1+8+4                    |
| 14  | Vahhab (وﻫﺎب / wahhāb, Vahháb)                                | Mildtätig             | 6+5+1+2                  |
| 15  | Vidad (وداد / widād, Vidád)                                   | Zuneigung             | 6+4+1+4                  |
| 16  | Badi’ (بديء / badī’, Badíʿ)                                   | Anfang                | 2+4+10                   |
| 17  | Bahi (بهي / bahī, Bahí)                                       | Strahlend             | 2+5+10                   |
| 18  | Abha (ابهى / abha, Abhá)                                      | Überaus strahlend     | 1+2+5+10                 |
| 19  | Vahid (واحد / wāḥid, Váḥid)                                   | Einheit               | 6+1+8+4                  |